# Émile Hennequin (écrivain)
Pour les articles homonymes, voir Hennequin et Émile Hennequin.
Émile Hennequin, né le 15 janvier 1859 à Palerme et mort le 13 juillet 1888 à Samois-sur-Seine, est un écrivain français.

## Biographie
Jusqu'à sa mort, responsable du Bulletin de l'étranger du quotidien Le Temps. Francis de Pressensé puis André Tardieu lui succèdent.

## Œuvre
- La Critique scientifique, 1888.
- Écrivains francisés : Dickens, Heine, Tourgueneff, Poe, Dostoïewski.
- Quelques écrivains français : Flaubert, Zola, Hugo, Goncourt, Huysmans, etc., 1890.